# Kealasay
Kealasay, schottisch-gälisch Cealasaigh, ist eine schottische Insel der Äußeren Hebriden. Sie liegt in der gleichnamigen Council Area und war historisch Teil der traditionellen Grafschaft Ross-shire beziehungsweise der Verwaltungsgrafschaft Ross and Cromarty.

## Geographie
Kealasay liegt in der Bucht Loch Roag vor der Westküste der Insel Lewis. Sie liegt etwa 250 Meter nordwestlich von Little Bernera und 500 Meter südlich von Campay. Die nächstgelegene Siedlung auf Lewis ist das 6,5 Kilometer östlich befindliche Carloway.
Die Felseninsel weist eine maximale Länge von 470 Metern bei einer Breite von 290 Metern auf. Ihre höchste Erhebung ragt 18 Meter über den Meeresspiegel auf.

## Geschichte
Noch zur Zeit der Wikingerbesiedlung der Hebriden war Kealasay mit Little Bernera verbunden. Bei Niedrigwasser fällt heute die Wasserstraße zwischen beiden Inseln beinahe trocken, sodass nur wenige Zentimeter Wasser den Meeresboden bedecken. Die verbundene Insel erhielt den Namen „Kiallasaigh“, der auf eine Kapelle hindeutet. Nach Teilung ging der Name auf Kealasay über.
Es gibt Hinweise, dass Kealasay bereits zur Stein- oder Bronzezeit besiedelt war. Verschiedene ehemalige Bauwerke konnten identifiziert werden. Nahe der Südspitze befindet sich ein Cairn.